# Марк Торнтон
Марк Торнтон (народився 7 червня 1960) — американський економіст Австрійської школи економіки. Його дослідження присвячені забороні наркотиків, економіці громадянської війни в США та «Індексу хмарочосів». Він є старшим науковим співробітником Інституту Людвіга фон Мізеса в Алабамі та науковим співробітником Незалежного інституту (The Independent Institute).

## Життєвий і науковий шлях

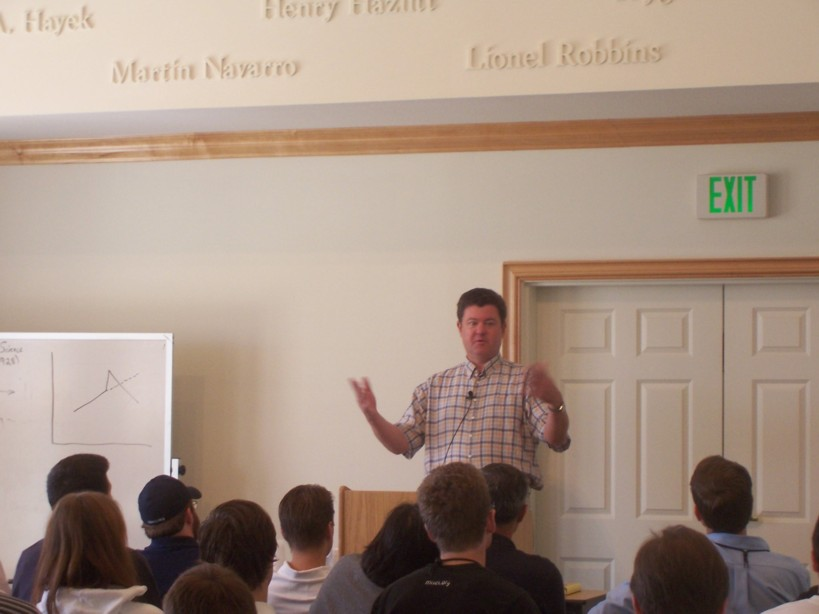
Торнтон говорить про бізнес-цикли під час конференції Університету Мізеса 2008 року

Торнтон виріс у Дженеві, штат Нью-Йорк, в ірландській католицькій родині підприємців, які були «демократами в політиці».
Торнтон отримав ступінь бакалавра наук в Університеті Св. Бонавентури (1982) та ступінь доктора філософії в Обернському університеті (1989). Торнтон викладав економіку в Обернському університеті. Раніше він викладав в Університеті штату Колумбус, де в 2002 році отримав нагороду за дослідження та стипендію факультету. Зараз він є старшим науковим співробітником Інституту Людвіга фон Мізеса, в якому є редактором рецензій на книжки для Квартального журналу австрійської економіки. Як автор, що пише для Інституту Мізеса, він відомий тим, що передбачив появу бульбашки на ринку житла в 2004 році. Він писав про проблеми, пов'язані із забороною наркотиків.

## Дослідження заборон
Першу книгу Торнтона «Економіка заборон» високо оцінив науковий керівник Торнтона в Інституті Мізеса, його віце-президент Мюррей Ротбард, який цитується на обкладинці книги видання 2007 року: «Книга Торнтона… приходить, щоб заповнити величезну прогалину, і робить це чудово… Це чудова робота, яка робить важливий внесок у стипендії, а також до дебатів щодо публічної політики». Рецензент Девід Р. Хендерсон з Інституту Гувера написав: «Книга Торнтона містить багато цінної інформації про заборону та цитує багато джерел. Але економічно грамотна книга про заборону, яка обґрунтовує необхідність легалізації, ще не написана». Торнтон обговорював війну з наркотиками в Oxford Union у 2014 році.
Лібертаріанські організації публікували статті Торнтона про заборону наркотиків і алкоголю, і агентство Франс Прес зробило інтерв'ю з ним на тему заборон. Торнтон написав розділ до книги Джефферсона Фіша «Як легалізувати наркотики».

## Політична діяльність
Торнтон балотувався до Конгресу США в 1984 році. Торнтон був заступником голови та головою Лібертаріанської партії Алабами. У 1988 році він став першим посадовцем Лібертаріанської партії в Алабамі, в той період коли був обраний констеблем (місцева посада в правоохоронних органах). У 1996 році він був кандидатом у Сенат США від Лібертаріанської партії. Його також підтримала Партія реформ і в результаті він посів третє місце з чотирьох кандидатів.